# Carol Higgins Clark
Carol Ann Higgins Clark (* 28. Juli 1956 in New York; † 12. Juni 2023 in Los Angeles) war eine US-amerikanische Krimiautorin. Bekannt wurde sie ab den 1990er Jahren mit ihrer Detektivserie um die Ermittlerin Regan Reilly und mehreren Romanen zusammen mit ihrer Mutter Mary Higgins Clark.

## Biografie
Carol Higgins Clark wuchs in New Jersey mit drei Geschwistern und einer allein erziehenden Mutter auf. Ihr Vater war gestorben, als sie 8 Jahre alt war. Sie unterstützte ihre Mutter bei ihren literarischen Ambitionen bei den Nebentätigkeiten und literarischen Details. Sie selbst interessierte sich aber mehr für Bühne und Film und studierte Schauspiel am Frauencollege Mount Holyoke in Massachusetts und am Beverly Hills Playhouse. Sie begann als Theaterdarstellerin und bekam ab Mitte der 1980er Jahre auch Fernsehrollen.
1975 gelang ihrer Mutter Mary Higgins Clark der literarische Durchbruch und sie wurde zu einer der erfolgreichsten US-amerikanischen Krimischriftstellerinnen. Ihr Roman A Cry in the Night (deutsch Schrei in der Nacht) von 1982 wurde zehn Jahre später für das Fernsehen verfilmt und Carol durfte u. a. neben Perry King und Annie Girardot die Hauptrolle spielen. Zur selben Zeit hatte sie aber auch begonnen, eine eigene Romanidee umzusetzen, und im selben Jahr erschien ihr Debütroman Decked, auf Deutsch Klassenfoto mit Mörder. Er kam bei der Kritik gut an und sie erhielt Nominierungen für zwei renommierte Krimipreise, den Agatha Award und den Anthony Award, in den Debütromankategorien. Sie startete eine erfolgreiche Krimiserie, jedoch anders als ihre Mutter immer mit derselben Protagonistin, der Detektivin Regan Reilly, die auch autobiografische Züge trägt. So ist die Mutter der Ermittlerin eine berühmte Krimiautorin. Auch vom Stil her unterscheidet sie sich von ihrer Mutter und sie ist eher bei den lockeren und humorvolleren Vertreterinnen des Genres einzuordnen. Bis in die 2010er Jahre erschienen 18 Romane der Reihe, von denen 10 ins Deutsche übersetzt wurden.
2000 taten sich Carol und ihre Mutter erstmals zusammen und veröffentlichten mit Deck the Halls eine Geschichte mit wiederkehrenden Figuren aus den Werken beider Frauen, die um die Weihnachtszeit spielt. In derselben Konstellation erschienen noch weitere Romane, darunter 2007 Santa Cruise. Beide Bücher wurden für das US-Fernsehen nach Drehbüchern von Mary Higgins Clark verfilmt.
Zur erweiterten Familie gehört auch die Krimiautorin Mary Jane Clark, die ihre Schwägerin war.
Carol Higgins Clark starb am 12. Juni 2023 knapp einen Monat vor ihrem 67. Geburtstag an den Folgen eines Appendixkarzinoms.

## Werke

### Serie mit Regan Reilly
- Decked (1992)
  - Klassenfoto mit Mörder (1992, ISBN 978-3-548-25593-4)
- Snagged (1993)
  - Mord und Seide (1993, ISBN 978-3-426-67094-1)
- Iced (1995)
  - Tod on the Rocks (1995, ISBN 978-3-426-61364-1)
- Twanged (1998)
  - Überspannt (1998, ISBN 978-3-426-61040-4)
- Fleeced (1999)
  - Tödliche Diamanten (1999, ISBN 978-3-548-25712-9)
- Jinxed (2000)
  - Getäuscht (2000, ISBN 978-3-548-26442-4)
- Popped (2003)
  - Nacht in Las Vegas (2003, ISBN 978-3-89897-283-3)
- Burned (2005)
  - Die Tote mit der Muschelkette (2005, ISBN 978-3-89897-282-6)
- Hitched (2006)
  - Alptraum in Weiß (2006, ISBN 978-3-548-26948-1)
- Laced (2007)
  - Gefährliche Flitterwochen (2007, ISBN 978-3-548-26947-4)
- Zapped (2008)
- Cursed (2009)
- Wrecked (2010)
- Mobbed (2012)
- Gypped (2012)
- Scammed (2012)
- Knocked (2019)

### Weihnachtsromane (Regan Reilly, Willy & Alvirah, geschrieben mit Mary Higgins Clark)
- Deck the Halls (2000)
  - Gefährliche Überraschung (2000, ISBN 978-3-548-25960-4)
- The Christmas Thief (2004)
  - Der Weihnachtsdieb (2004, ISBN 978-3-453-40752-7)
- Santa Cruise (2006)
  - Weihnachtsdieb auf hoher See (2006, ISBN 978-3-453-40759-6)
- Dashing Through the Snow (2008)
  - Das Weihnachtslos (2008, ISBN 978-3-453-40840-1)

### Sonstiges
- He Sees You When You’re Sleeping (2001, mit Mary Higgins Clark)
  - Er sieht dich, wenn du schläfst (2001, ISBN 978-3-548-25781-5)